# Avrée
Avrée est une commune française située dans le département de la Nièvre, en région Bourgogne-Franche-Comté.

## Géographie
Village agricole. La commune est traversée par l'Alène, affluent de l'Aron en rive gauche, et sous-affluent de la Loire.

### Climat
Pour des articles plus généraux, voir Climat de la Bourgogne-Franche-Comté et Climat de la Nièvre.
En 2010, le climat de la commune est de type climat océanique dégradé des plaines du Centre et du Nord, selon une étude du Centre national de la recherche scientifique s'appuyant sur une série de données couvrant la période 1971-2000. En 2020, Météo-France publie une typologie des climats de la France métropolitaine dans laquelle la commune est exposée à un climat océanique altéré et est dans la région climatique Centre et contreforts nord du Massif Central, caractérisée par un air sec en été et un bon ensoleillement.
Pour la période 1971-2000, la température annuelle moyenne est de 10,7 °C, avec une amplitude thermique annuelle de 16,2 °C. Le cumul annuel moyen de précipitations est de 892 mm, avec 12,7 jours de précipitations en janvier et 7,6 jours en juillet. Pour la période 1991-2020, la température moyenne annuelle observée sur la station météorologique installée sur la commune est de 11,7 °C et le cumul annuel moyen de précipitations est de 884,8 mm. 
La température maximale relevée sur cette station est de 40,5 °C, atteinte le 24 juillet 2019 ; la température minimale est de −13,9 °C, atteinte le 7 février 2012,,.
| Mois                                  | jan.          | fév.           | mars          | avril         | mai           | juin          | jui.          | août          | sep.          | oct.          | nov.          | déc.           | année      |
| ------------------------------------- | ------------- | -------------- | ------------- | ------------- | ------------- | ------------- | ------------- | ------------- | ------------- | ------------- | ------------- | -------------- | ---------- |
| Température minimale moyenne (°C)     | 0,9           | 0,6            | 2,8           | 5,3           | 8,5           | 12,6          | 14,3          | 13,9          | 10,6          | 7,8           | 4,7           | 1,7            | 7          |
| Température moyenne (°C)              | 3,6           | 4,2            | 7,8           | 11            | 13,9          | 18,4          | 20,5          | 20,1          | 16,5          | 12,2          | 7,8           | 4,6            | 11,7       |
| Température maximale moyenne (°C)     | 6,2           | 7,8            | 12,7          | 16,7          | 19,3          | 24,2          | 26,8          | 26,4          | 22,3          | 16,6          | 11            | 7,5            | 16,5       |
| Record de froid (°C) date du record   | −9,4 07.01.17 | −13,9 07.02.12 | −9,3 12.03.10 | −4,5 08.04.21 | −0,2 06.05.19 | 4,4 12.06.11  | 6,6 30.07.15  | 3,7 26.08.18  | 1 19.09.10    | −5,4 29.10.12 | −6,9 30.11.10 | −13,9 26.12.10 | −13,9 2012 |
| Record de chaleur (°C) date du record | 17,1 01.01.23 | 20,4 24.02.21  | 24,9 31.03.21 | 28 20.04.18   | 30,6 20.05.22 | 38,3 27.06.19 | 40,5 24.07.19 | 38,4 08.08.20 | 34,8 14.09.20 | 29,7 02.10.23 | 22,1 02.11.20 | 16,8 22.12.20  | 40,5 2019  |
| Précipitations (mm)                   | 82,3          | 59,2           | 63,8          | 65,6          | 90            | 74,1          | 66,1          | 53,3          | 58,4          | 72,6          | 92,8          | 106,6          | 884,8      |

| Diagramme climatique                                  |            |             |             |           |              |              |              |              |             |           |             |
| J                                                     | F          | M           | A           | M         | J            | J            | A            | S            | O           | N         | D           |
| 6,20,982,3                                            | 7,80,659,2 | 12,72,863,8 | 16,75,365,6 | 19,38,590 | 24,212,674,1 | 26,814,366,1 | 26,413,953,3 | 22,310,658,4 | 16,67,872,6 | 114,792,8 | 7,51,7106,6 |
| Moyennes : • Temp. maxi et mini °C • Précipitation mm |            |             |             |           |              |              |              |              |             |           |             |

Les paramètres climatiques de la commune ont été estimés pour le milieu du siècle (2041-2070) selon différents scénarios d'émission de gaz à effet de serre à partir des nouvelles projections climatiques de référence DRIAS-2020. Ils sont consultables sur un site dédié publié par Météo-France en novembre 2022.

## Urbanisme

### Typologie
Au 1er janvier 2024, Avrée est catégorisée commune rurale à habitat très dispersé, selon la nouvelle grille communale de densité à sept niveaux définie par l'Insee en 2022.
Elle est située hors unité urbaine et hors attraction des villes,.

### Occupation des sols
L'occupation des sols de la commune, telle qu'elle ressort de la base de données européenne d’occupation biophysique des sols Corine Land Cover (CLC), est marquée par l'importance des territoires agricoles (88,9 % en 2018), une proportion identique à celle de 1990 (88,9 %). La répartition détaillée en 2018 est la suivante : prairies (65,4 %), zones agricoles hétérogènes (23,5 %), forêts (11,1 %). L'évolution de l’occupation des sols de la commune et de ses infrastructures peut être observée sur les différentes représentations cartographiques du territoire : la carte de Cassini (XVIIIe siècle), la carte d'état-major (1820-1866) et les cartes ou photos aériennes de l'IGN pour la période actuelle (1950 à aujourd'hui).

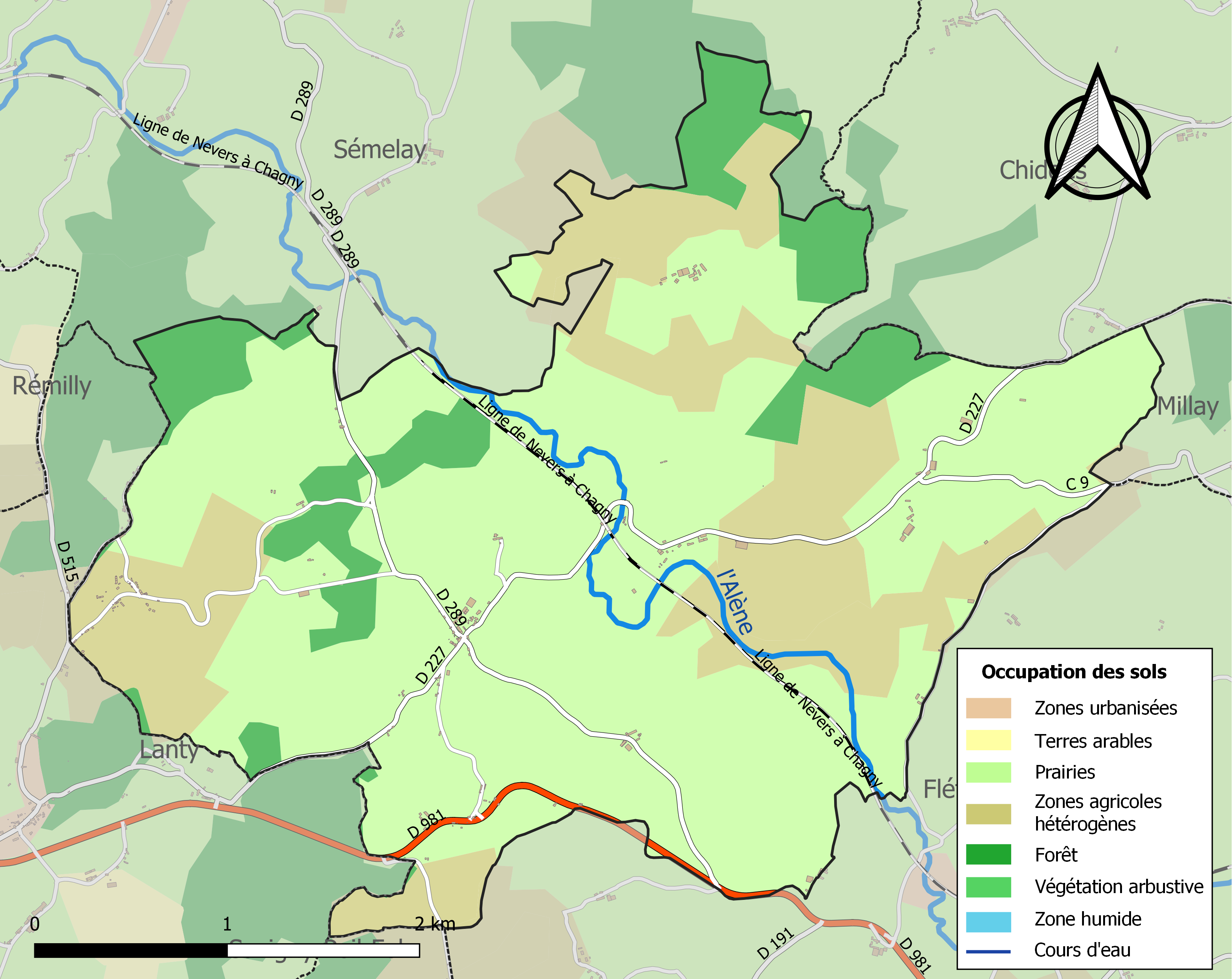
Carte des infrastructures et de l'occupation des sols de la commune en 2018 (CLC).

## Toponymie
Le nom vient d'un mot gaulois, churos, qui désignait un arbre, l'if. C'est avec cet arbre qu'étaient fabriqués les arcs. En 1478, dans le pouillé de Nevers,le lieu est appelé Avraium.

## Histoire
À l'époque gallo-romaine, elle était traversée par la voie reliant Autun à Decize.
Avrée correspond à l'ancien domaine seigneurial dit de La Chaise (ou La Cheize), au sein de la Châtellenie de Luzy. C'est sur ce domaine que la famille Coujard, riches propriétaires agricoles appartenant à la petite noblesse de robe, procureurs du Roi au Grenier à sel de Luzy de pères en fils, a exercé son autorité au XVIIIe siècle, jusqu'à la Révolution.

## Politique et administration

### Liste des maires
| Période                                  | Période       | Identité               | Étiquette | Qualité                                  |
| ---------------------------------------- | ------------- | ---------------------- | --------- | ---------------------------------------- |
| ?                                        | novembre 1919 | Charles Georges Épinat |           | Propriétaire terrien. Élu maire de Luzy. |
| mars 2001                                | 2014          | Jean Rouzeau           |           | Retraité                                 |
| mars 2014                                | En cours      | Georges Chateau        |           |                                          |
| Les données manquantes sont à compléter. |               |                        |           |                                          |

## Démographie
L'évolution du nombre d'habitants est connue à travers les recensements de la population effectués dans la commune depuis 1793. Pour les communes de moins de 10 000 habitants, une enquête de recensement portant sur toute la population est réalisée tous les cinq ans, les populations de référence des années intermédiaires étant quant à elles estimées par interpolation ou extrapolation. Pour la commune, le premier recensement exhaustif entrant dans le cadre du nouveau dispositif a été réalisé en 2005.

En 2022, la commune comptait 84 habitants, en évolution de +2,44 % par rapport à 2016 (Nièvre : −3,28 %, France hors Mayotte : +2,11 %).
| 1793 | 1800 | 1806 | 1821 | 1831 | 1836 | 1841 | 1846 | 1851 |
| ---- | ---- | ---- | ---- | ---- | ---- | ---- | ---- | ---- |
| 263  | 226  | 233  | 293  | 320  | 321  | 315  | 321  | 297  |

| 1856 | 1861 | 1866 | 1872 | 1876 | 1881 | 1886 | 1891 | 1896 |
| ---- | ---- | ---- | ---- | ---- | ---- | ---- | ---- | ---- |
| 284  | 270  | 249  | 274  | 285  | 343  | 356  | 389  | 396  |

| 1901 | 1906 | 1911 | 1921 | 1926 | 1931 | 1936 | 1946 | 1954 |
| ---- | ---- | ---- | ---- | ---- | ---- | ---- | ---- | ---- |
| 379  | 382  | 373  | 333  | 291  | 271  | 263  | 254  | 199  |

| 1962 | 1968 | 1975 | 1982 | 1990 | 1999 | 2005 | 2006 | 2010 |
| ---- | ---- | ---- | ---- | ---- | ---- | ---- | ---- | ---- |
| 186  | 141  | 108  | 119  | 93   | 99   | 93   | 93   | 95   |

| 2015 | 2020 | 2022 | - | - | - | - | - | - |
| ---- | ---- | ---- | - | - | - | - | - | - |
| 84   | 84   | 84   | - | - | - | - | - | - |

## Culture locale et patrimoine

### Lieux et monuments

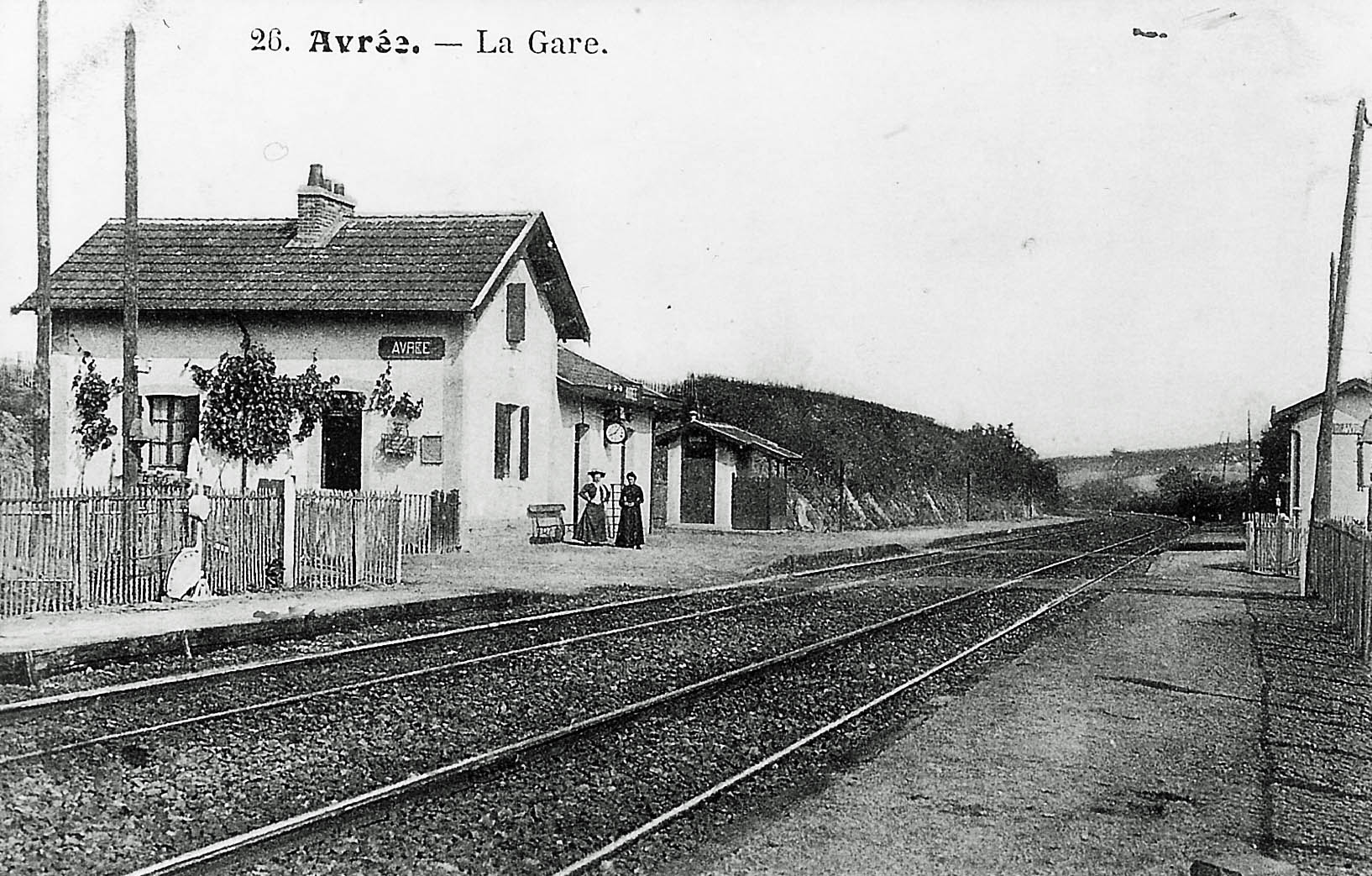
Carte postale ancienne de la gare d'Avrée.

- église Sainte-Madeleine, église paroissiale romane, à l'extrémité nord-est du village. Le clocher en bâtière et l'abside semblent dater du XIIe siècle. La porte latérale de la nef, le lavabo et le bénitier sont du XVIe siècle. Site inscrit à l'inventaire supplémentaire des Monuments historiques.
- la gare fermée d'Avrée, aussi appelée la halte, mise en service en 1867 et fermée au cours du XXe siècle ; le bâtiment est aujourd'hui une habitation privée.
- un ancien moulin à eau.